# Tina May
| Tina May                                  | Tina May                                  |
| Kattints az alábbi külső linkek egyikére! | Kattints az alábbi külső linkek egyikére! |
| ----------------------------------------- | ----------------------------------------- |
| Nem található szabad kép.(?)              |                                           |
| külső link · jogvédett                    | Tina May                                  |

Tina May (Gloucester, 1961. március 30. – London, 2022. március 26.), angol énekesnő. Az Egyesült Királyság valaha volt egyik legkiválóbb dzsesszénekesekének tartják.

## Pályafutása
Duke Ellington és Fats Waller lemezgyűjteménye már fiatalon ismert énekesnővé tette mind a hagyományos pop, mind a Great American Songbook dalai előadásaival. Az 1980-as évek elején saját Back Door Theatre Company-ját vezette és olyan műsorokat készített, mint például a Lady Chatterley szeretője regény színpadi adaptációja. Az 1980-as évek végén Párizsban telepedett le és  lépett fel a város különböző klubjaiban. 1989-ben megalakította első kvartettjét.
May igen gazdag lemezkarriert futott be, hét albumot adott ki az Egyesült Királyság 33 Jazz Records kiadónál. Jelentős dzsesszeseményeken és helyszíneken szerepelt szólistaként, köztük a Duke Ellington Mass-on, a Ronnie Scott's-ban és a párizsi Lionel Hampton Jazz Clubban. Olyan ismert művészekkel között szerepelt, illetve készített felvételeket mint Nikki Iles, David Newton, Stan Tracey, Marian McPartland, Cleo Laine, John Dankworth, Clarke Tracey. Utóbbival 1989-ben összeházasodott.
Klasszikus képzettségű zongoraművészként számos kisegyüttest alapított és vezetett az évek során, köztük egy triót és saját párizsi kvintettjét.
Tina May, a legendás és tehetséges angol jazzénekesnő ... szomorúan és békésen elhunyt otthonában 2022. március 26-án, szombaton este ... a rákkal vívott bátor küzdelemben.

## Albumok
- Never Let Me Go (1992)
- Fun (1993)
- It Ain't Necessarily So (1994)
- Time Will Tell (1995)
- Jazz Piquant with Tony Coe (1998)
- Change of Sky with Nikki Iles (1998)
- One Fine Day (1999)
- Live in Paris (2000)
- The Ella Fitzgerald Songbook Revisted with Lee Gibson, Barbara Jay (2000)
- I'll Take Romance (2003)
- Early May (2004)
- More Than You Know with Tony Coe, Nikki Iles (2004)
- A Wing and a Prayer (2006)
- Sings the Ray Bryant Songbook (2006)
- Out of the Blue with Ray Guntrip (2008)
- I Never Told You (2009)
- Tina May Sings Piaf (2011)
- Where You Belong with Ray Guntrip (2011)
- No More Hanky Panky (2011)
- Troubadours with Dylan Fowler (2013)
- My Kinda Love (2014)
- Home Is Where the Heart Is with Enrico Pieranunzi (2015)
- Telling Jokes with Steve Plews (2016)
- Cafe Paranoia: Tina May Sings Mark Murphy with Andy Lutter (2017)
- 52nd Street: Tina May Sings the Songs of Duncan Lamont (2021)

## Díjak
- 1993: Kiváló fiatal zenész
- 1998: BT British Jazz Awards, a legjobb énekes díja és a kritikusok díja
- 1995: British Jazz Vocalist Award díja és a Kritikusok díja